# Клімов Георгій Андрійович
Георгій Андрійович Клімов (народився 23 вересня 1928 Ленінград, помер 29 квітня 1997, Москва) — радянський та потім російський мовознавець, кавказознавець.  Його інтерес зосереджувався насамперед на картвельській лінгвістиці, але також охоплював мову Бурушаскі та мовну групу америндів.
1. 1 2  Bibliothèque nationale de France BNF: платформа відкритих даних — 2011.